# Martigny-sur-l'Ante
Martigny-sur-l'Ante è un comune francese di 345 abitanti situato nel dipartimento del Calvados nella regione della Normandia.

## Società

### Evoluzione demografica
Abitanti censiti